# Gerhard Menzel (Unternehmer)
Gerhard Menzel (* 4. Dezember 1911 in Lommatzsch; † 20. September 1997 in Braunschweig) war ein Enkel von Carl Menzel und Unternehmer in der Glasindustrie.
Er folgte der Familientradition und wurde auch in der Glasbranche tätig. 1945 machte er sich in Braunschweig selbstständig. Nach dem Zweiten Weltkrieg war er so erfolgreich, dass er zum Mittelständler aufstieg. "Menzel Glas" wurde zu einem Begriff. 1955 eröffnete er eine Werksanlage in Braunschweig. Das von ihm gegründete Unternehmen Gerhard Menzel GmbH gehört heute zur japanischen PHC-Gruppe und vertreibt Glas unter dem Markennamen Epredia.
Er blieb seiner Heimatstadt Lommatzsch aber weiterhin treu und förderte sie unter anderem durch hohe Spenden. Als Dank und zur Würdigung seiner Verdienste wurde ihm 1994 die Ehrenbürgerschaft der Stadt Lommatzsch zuerkannt.
Am 20. September 1997 starb Gerhard Menzel im Alter von 86 Jahren in Braunschweig.
Sein Unternehmen, welches heute zur PHC Gruppe gehört, ist einer der größten Hersteller von Laborgläsern. Dazu gehören Objektträger, Deckgläser, Diagnostika, Adhesionsobjektträger.
| Personendaten    | Personendaten                                                     |
| ---------------- | ----------------------------------------------------------------- |
| NAME             | Menzel, Gerhard                                                   |
| KURZBESCHREIBUNG | deutscher Unternehmer in der Glasindustrie, Enkel von Carl Menzel |
| GEBURTSDATUM     | 4. Dezember 1911                                                  |
| GEBURTSORT       | Lommatzsch                                                        |
| STERBEDATUM      | 20. September 1997                                                |
| STERBEORT        | Braunschweig                                                      |